# My Iron Lung
My Iron Lung è il terzo EP del gruppo musicale britannico Radiohead, pubblicato il 24 ottobre 1994 dalla Parlophone.

## Descrizione
L'incisione contiene il brano omonimo (poi inserito nell'album The Bends, del 1995) e alcuni estratti delle sessioni di prova per The Bends (poi inseriti come B-sides nei due singoli di My Iron Lung). L'EP è stato distribuito in diverse versioni, alcune delle quali contengono meno delle otto tracce solitamente incluse nella tracklist: la prima distribuzione a includere tutte le otto tracce è stata quella australiana, disponibile gratuitamente con le prime copie di OK Computer (1997); solo in un secondo momento questa diventerà la versione definitiva dell'EP.
My Iron Lung viene generalmente considerato l'EP di passaggio dalla semplicità di Pablo Honey (album di debutto dei Radiohead), alla profondità e introspezione sonora dei loro lavori successivi.

### My Iron Lung
La traccia My Iron Lung è stata registrata durante lo spettacolo del 1994 all'Astoria di Londra e solo le voci sono state sovraincise successivamente. La canzone rimarrà quasi invariata nella versione inserita in The Bends, fatta eccezione per alcune variazioni di mixaggio. Il chitarrista solista Jonny Greenwood ideò il caratteristico riff di chitarra iniziale, e in generale fu il principale ideatore musicale del brano. Yorke diede alcuni contributi e ne scrisse il testo (come tutti quelli della band).
My Iron Lung è la risposta dei Radiohead al successo di Creep, la loro hit del 1993. Il frontman della band, Thom Yorke, descrive il "polmone d'acciaio" ("iron lung") soggetto della canzone come una metafora del modo in cui Creep costituiva allo stesso tempo un supporto vitale e un limite insormontabile per la band. La metafora è evidente nel testo ("this is our new song / just like the last one / a total waste of time / my iron lung"), ma persino la musica del brano costituisce probabilmente una parodia di Creep; inoltre è stata messa in evidenza la somiglianza della melodia con il riff e le sonorità di Heart-Shaped Box dei Nirvana (un riff che in qualche modo ricorda quello del ponte di Smells Like Teen Spirit, anch'essa dei Nirvana).
Il paragone con band di questo calibro costituiva allo stesso tempo un vantaggio pubblicitario e un enorme fastidio per i Radiohead nel 1994: la recente morte di Kurt Cobain induceva la stampa inglese a dipingere Yorke come il suo successore; proprio per questo, durante le interviste la band si rifiutò di parlare dei Nirvana, con cui i Radiohead condividevano molte influenze.

### Stile
Le altre tracce dell'EP tracciano un percorso che si allontana dal pop-grunge di Pablo Honey e si avvia verso produzioni più complesse e giri di chitarra più fantasiosi. Il processo è evidente in Punchdrunk Lovesick Singalong e Permanent Daylight (omaggio ai Sonic Youth), i cui testi sono avvolti in sonorità molto più forti.
My Iron Lung e The Trickster si avvicinano quasi alle sonorità del metal, mentre Lewis riprende musicalmente le sonorità di How Do You (da Pablo Honey), ma liricamente rappresenta precursore di Just (da The Bends), affrontando entrambe il tema di amici apparentemente dimenticati sull'orlo del collasso. L'acustica Lozenge of Love sfrutta tonalità particolari ed è ispirata ad una poesia di Philip Larkin, mentre You Never Wash Up After Yourself è un'altra traccia tranquilla e desolata per chitarra e voce; queste ultime sono anche le uniche due canzoni registrate interamente in studio che la band distribuisce prima del B-side Gagging Order (2003).

### Reazioni
Il singolo My Iron Lung raggiunse il 24º posto nella classifica inglese e ricevette una certa attenzione alle radio e da MTV negli Stati Uniti, soprattutto per il suo rapporto con Creep. In ogni caso My Iron Lung resta il meno conosciuto dei cinque singoli estratti da The Bends (oltre al primo uscito, precedendo la distribuzione dell'album di oltre quasi sei mesi); tuttavia desta tuttora l'interesse dei fan per l'intensa esecuzione di Jonny Greenwood e resta uno dei pochi brani di questo periodo (insieme a Permanent Daylight) ad essere ancora suonato in alcune performance della band.

## Tracce
My Iron Lung è stato inizialmente prodotto sotto forma di singolo, distribuito in due versioni (una dalla copertina blue, l'altra dalla copertina rossa) con le seguenti tracce:
Copertina blu
1. My Iron Lung – 4:36
2. The Trickster – 4:40
3. Punchdrunk Lovesick Singalong – 4:40
4. Lozenge of Love – 2:16

Copertina rossa:
1. My Iron Lung – 4:36
2. Lewis (Mistreated) – 3:19
3. Permanent Daylight – 2:48
4. You Never Wash Up After Yourself – 1:44

Solo nel 1997 le sette tracce, completate da una versione acustica di Creep, sono state raccolte in un EP, distribuito inizialmente solo in Australia e solo in un secondo momento nel resto del mondo. L'EP definitivo contiene le seguenti tracce:
1. My Iron Lung – 4:36
2. The Trickster – 4:40
3. Lewis (Mistreated) – 3:19
4. Punchdrunk Lovesick Singalong – 4:40
5. Permanent Daylight – 2:48
6. Lozenge of Love – 2:16
7. You Never Wash Up After Yourself – 1:44
8. Creep (Acoustic) – 4:19